# 필리포스 5세
필리포스 5세(그리스어 Φίλιππος Δ΄)는 기원전 221년부터 기원전 179년까지 고대 그리스 마케도니아 왕국의 왕이었다. 필리포스는 매력적이고, 카리스마 넘치는 젊은이였지만 그가 살았던 기원전 2세기는 로마 공화정의 부상으로 인해 로마 제국으로 전환되는 세기였고 결국 시대를 잘못 만난 지도자이자 전혀 성공적이지 못한 투쟁자로 역사에 기록되었다. 과감성 있고, 용기 있는 전사였기 때문에 그는 필연적으로 알렉산더 대왕과 비교되었고, ‘헬레네인들의 사랑을 받는 자’(ἐρώμενος τῶν Ἑλλήνων, beloved of the Hellenes)라는 별명을 얻었다. 폴리비오스는 그가 이런 별명을 얻게 된 것은 그가 인간성도 좋고 친절하고 자비를 베푸는 굉장히 온화로운 성향 때문이라고 적고 있다.

## 생애
데메트리오스 2세와 크리세이스 사이의 아들로 태어난 필리포스는 9살이던 기원전 229년 아버지가 죽은 뒤 섭정을 한 안티고노스 3세 도손의 양자가 되었다가 기원전 221년 안티고노스가 죽은 후에 18세에 마케도니아의 왕위에 올랐다. 기원전 215년 제2차 포에니 전쟁이 이탈리아에서 벌어지자 그는 카르타고의 장군 한니발과 동맹을 맺고 일리리아에 있는 로마의 속국들을 공격했다. 그 후 10여년간 로마와의 전쟁을 벌였으나 별다른 소득을 얻지 못했고 기원전 205년 〈포이니케 조약〉으로 종결되었다.
서유럽으로의 진출이 로마 공화정에 의해 저지되자 이번에는 북아프리카, 서아시아, 아라비아 지방으로 진출을 꾀했다. 기원전 203년경 시리아의 안티오코스 2세와 공모하여 이집트의 프톨레마이오스 5세의 영토를 약탈하고 로도스를 노렸으나 키오스섬 앞바다에서 벌어진 해전에서 패했으며 이어서 로마와의 두 번째 전쟁을 치렀다. 이후 로마의 계속된 공격으로 인해 그의 영향력은 약해졌고 결국 로마의 요구에 따라 마케도니아 외에 다른 도시국가에 영향력을 잃었고, 전쟁 배상금으로 1,000 탈란트를 지불하고 아들인 디미트리오스와 인질, 그의 함대 대부분을 로마에 넘겨주었다. 이후로는 로마의 편에서 그리스 내의 반로마 세력의 격퇴를 지원했다.
그는 말년에는 마케도니아 힘을 키우는 데 전력하고, 내실을 다졌으나 커져만 가는 로마의 세력앞에 마케도니아 제국과 헬레니즘 제국은 완전히 끝장나고 로마 제국의 시대가 도래한 것을 직감한 그는 기원전 179년 죽었다. 그의 뒤를 이은 페르세우스는 마케도니아의 마지막 왕이 되었다.